# Iglesia de San Cristóbal (Alcalá de Chivert)
La iglesia parroquial de San Cristóbal, localizada en la calle San José de Alcoceber, en el municipio de Alcalá de Chivert, en la comarca del Bajo Maestrazgo, es un templo católico declarado Bien de Relevancia Local, de manera genérica, según la Disposición Adicional Quinta de la Ley 5/2007, de 9 de febrero, de la Generalitat, de modificación de la Ley 4/1998, de 11 de junio, del Patrimonio Cultural Valenciano (DOCV Núm. 5.449 / 13/02/2007)
Se construyó, en el siglo XX, en el mismo lugar donde antaño estuvo la torre de vigilancia costera, que dominaba las actuales playas del Carregador, Romana y Fuentes; y antes de la construcción de la actual iglesia, existía una pequeña ermita en el mismo emplazamiento.